# متیو جیمز کالول
متیو جیمز کالول (انگلیسی: 360؛ زادهٔ ۱۲ ژوئیهٔ ۱۹۸۶) موسیقی‌دان اهل استرالیا است. وی از سال ۲۰۰۶ میلادی تاکنون مشغول فعالیت بوده‌است.